# ジェイソン・シュライアー
ジェイソン・シュライアーは、主にコンピュータゲームについて取材しているジャーナリスト、作家。
従業員に過酷な労働を強いる「クランチタイム」や職場での性差別などの、ゲーム業界に蔓延している悪習を取材・告発している。

## 生い立ち
ジェイソン・シュライアーは、1987年5月10日、エリオットとアイリス夫妻の子として生まれる。後にニューヨーク大学を卒業する。
。

## キャリア

### 初期の活動
シュライアーは「writing」の学位を取得しており、当初は地元のニュースを取材していたが、すぐに平凡なニュースには興味が持てないことに気づいた。2010年から2012までの間に、ビデオゲームや関連技術もカバーする『WIRED』など複数の媒体で、フリーランスとして執筆活動を始めた。その他には、ゲーム関連のブログ『Joystiq』で日本のロールプレイングゲームの週刊コラムを書いたり、『Kill Screen』、『Edge』、『Eurogamer』、『G4 TV』、『GamesRadar+』、『ペースト』などでの活動がある。

### Kotakuにおいて
2011年頃、シュライアーはKotakuの現編集長であるスティーブン・トティロから連絡を受け、フルタイムのニュースレポーターとしてのポジションをオファーされた。Kotakuは2004年にゴーカー・メディアの下にビデオゲーム情報を扱うサイトとして設立され、当初は苦戦を強いられていたが、2011年頃にはビデオゲームニュースのサイトとして高く評価されるようになっていた。ちょうどそのころ受けたオファーをシュライアーは受け入れ、最終的には同サイトのニュースエディターに昇進した。同時に、ニューヨーク・タイムズをはじめとする他の媒体でもフリーランスでも執筆を続けた。
一般的なビデオゲーム関連のニュースに加えて、シュライアーは開発者から様々なタイトルの内部情報を入手することに早くから熱心になっていた。これらの情報から、一部の開発者が目標期日までにゲームを完成させるため、何週間も何ヶ月にも渡る過度な残業「クランチタイム」を課していることを発見した。クランチタイムはRockstar Gamesのような大企業では以前にも他の情報源から確認されていたが、シュライアーの報告では小規模なスタジオでもクランチタイムが続く傾向があることが確認された。Kotakuにこの件について書いた記事の他に、彼は2017年の著書『血と汗とピクセル: 大ヒットゲーム開発者たちの激戦記』でも、そのような話を開発者たちの作品にかける努力とともに描いている。
シュライアーは労働環境に加えて、トラブルに見舞われたりキャンセルされたゲームの開発に関する内部情報を得ることでも知られていた。通常は内部の人間からの証言で、情報源を保護するため記事の中では匿名にしている。それらの話には、バンジーが『Destiny』の開発ために乗り越えなければならなかった問題 、Visceral Gamesがスター・ウォーズのゲーム『Project Ragtag』のために、最終的にスタジオ閉鎖に至ったこと、エレクトロニック・アーツとバイオウェアの、困難と迷走だらけの『Anthem』の開発といったものがある。シュライアーがゲームの内情を深く取材したいくつかの記事は、ビデオゲームコミュニティからの反響を呼んだ。例えば2013年の『Prey 2』のキャンセルに関する彼の記事は、パブリッシャーのベセスダ・ソフトワークスがKotakuを「ブラックリスト」に登録し、2015年以降に同サイトでのプレリリース情報や、イベントでのインタビューを一切拒否することに繋がったともされている。発売前から期待が高まっていた、『No Man's Sky』の発売が数ヶ月延期されるという内部情報を報じた後には、開発するHello Gamesの創設者ショーン・マレーと同様に、シュライアーも殺害予告を受けたという。
ボレア・ゴーカー訴訟（英語: Bollea v. Gawker）の結果、Kotakuを含むゴーカー・ネットワークは、2016年に連邦倒産法第11章の適応申請などの後、最終的には2019年にG/O Mediaファミリーの傘下に入ることになった。新しいG/Oの経営陣は、サイトがどのようなコンテンツを掲載するかについてより厳しくなり、その結果2019年10月にネットワークのスポーツ向けサイトDeadspinで大きな事件が発生、編集長の解雇に続き、残りの編集スタッフの大半が辞めることになった。これはKotakuを含む他の旧ゴーカー系サイトにも伝播した。他のライターが去った後、シュライアーは2020年4月に同サイトを去ることを選択した。具体的にはG/O Mediaの経営陣と2019年10月のDeadspinの問題を退社の理由として挙げている。シュライアーは退社の理由について、このように述べている。

### Bloomberg Newsにおいて
Kotakuを退社して間もなく、シュライアーは2020年4月にBloomberg Newsのテクノロジー取材の職に就いたことを発表した。今後の仕事では、今まで通りビデオゲーム業界に焦点を当て、ゲーム開発の内部を深く取材するスタイルを続けていくという。

## 私生活
ニューヨーク在住。Bloombergでの仕事を始めたのに加えて、Kotakuでの元同僚のカーク・ハミルトンとマディ・マイヤーズと共に「Triple Click」というポッドキャストを開発しており、これはMaximum Funネットワークの一部となる予定。
ユダヤ人であり、2018年6月に弁護士のアマンダ・コールマンと結婚。2019年9月には1人の娘の父親となった。